# Vlagyimir Leonyidovics Pettaj
Vlagyimir Leonyidovics Pettaj (orosz cirill betűkkel Владимир Леонидович Петтай; Pudozs, 1973. augusztus 8. – Beszovec, 2011. június 21.) orosz nemzetközi labdarúgó-játékvezető. Utolsó mérkőzéséről hazatérőben repülőgép katasztrófában elhunyt.

## Pályafutása

### Nemzeti játékvezetés
2003-ban lett hazája legfelső szintű labdarúgó-bajnokságának játékvezetője. Első ligás mérkőzéseinek száma: 100.
| Időpont          | Helyszín               | Mérkőzés típusa  | Mérkőzés                     |
| ---------------- | ---------------------- | ---------------- | ---------------------------- |
| 2011. június 19. | Városi Stadion, Kazany | utolsó mérkőzése | Rubin Kazany–Gyinamo Moszkva |

### Nemzetközi játékvezetés
Az Orosz labdarúgó-szövetség Játékvezető Bizottsága (JB) 2009-ben terjesztette fel nemzetközi játékvezetőnek, a Nemzetközi Labdarúgó-szövetség (FIFA) bíróinak keretébe. Több nemzetek közötti válogatott és klubmérkőzést vezetett. Az aktív nemzetközi játékvezetéstől 2011-ben korai halálával búcsúzott.